# Muhammad Hussein Yacoub
Muhammad Hussein Yacoub (em árabe: محمد حسين يعقوب) é um estudioso islâmico no Egito, que deu centenas de palestras sobre dawa. Vários de seus livros estão sendo publicados. Ele ganhou notoriedade significativa no ocidente após um suposto bico de antissemitismo.

## Nascimento e família
Ele nasceu em 1956 na área de Matimdiyah de Imbaba, na província de Al Jizah no Egito. Seu pai foi um dos fundadores da Associação Islâmica Matimdiyah para os muçulmanos unirem esforços para agir de acordo com o Alcorão e a Suna do profeta Maomé. Ele continuou a dar Khutbah (sermão) de sexta-feira nas diferentes províncias de Egito por 50 anos e deu uma aula regular em Fiqh.
O Sheikh Yaqcoub é o mais velho de quatro irmãos e tem uma irmã mais velha. Ele obteve um Diploma de Ensino em 1967 e casou-se antes de completar 20 anos de idade.

## Chamada para o genocídio de judeus
Em um discurso proferido por Yaqoub, que foi ao ar na TV Al-Rahma em 17 de janeiro de 2009, ele declarou (como traduzido por MEMRI) que:
"Temos que acreditar que a nossa luta com os judeus é eterna, e não vai terminar até a batalha final... Você tem que acreditar que vamos lutar, vencer, e aniquilá-los, até que nem um único judeu permaneça na face da terra... Quanto a vocês, judeus - a maldição de Alá esteja sobre vós. A maldição de Alá esteja sobre vós, cujos ancestrais eram macacos e porcos. Vocês judeus têm semeado ódio em nossos corações, e nós temos transmitido aos nossos filhos e netos. Vocês não vão sobreviver, enquanto um único de nós permanece... Oh judeus, que a maldição de Alá esteja com vocês. Oh judeus ... Oh Alá, traga sua ira, punição e tormento sobre eles. Alá, oramos para que você os transforme novamente, e faça os muçulmanos alegrarem-se novamente em vê-los como macacos e porcos. Vocês porcos da terra! Vocês porcos da terra! Vocês matam os muçulmanos com esse porco frio [sangue] de vocês."